# Giorgio Pasotti
Giorgio Pasotti (Bergamo, 22 giugno 1973) è un attore e regista italiano.

## Biografia

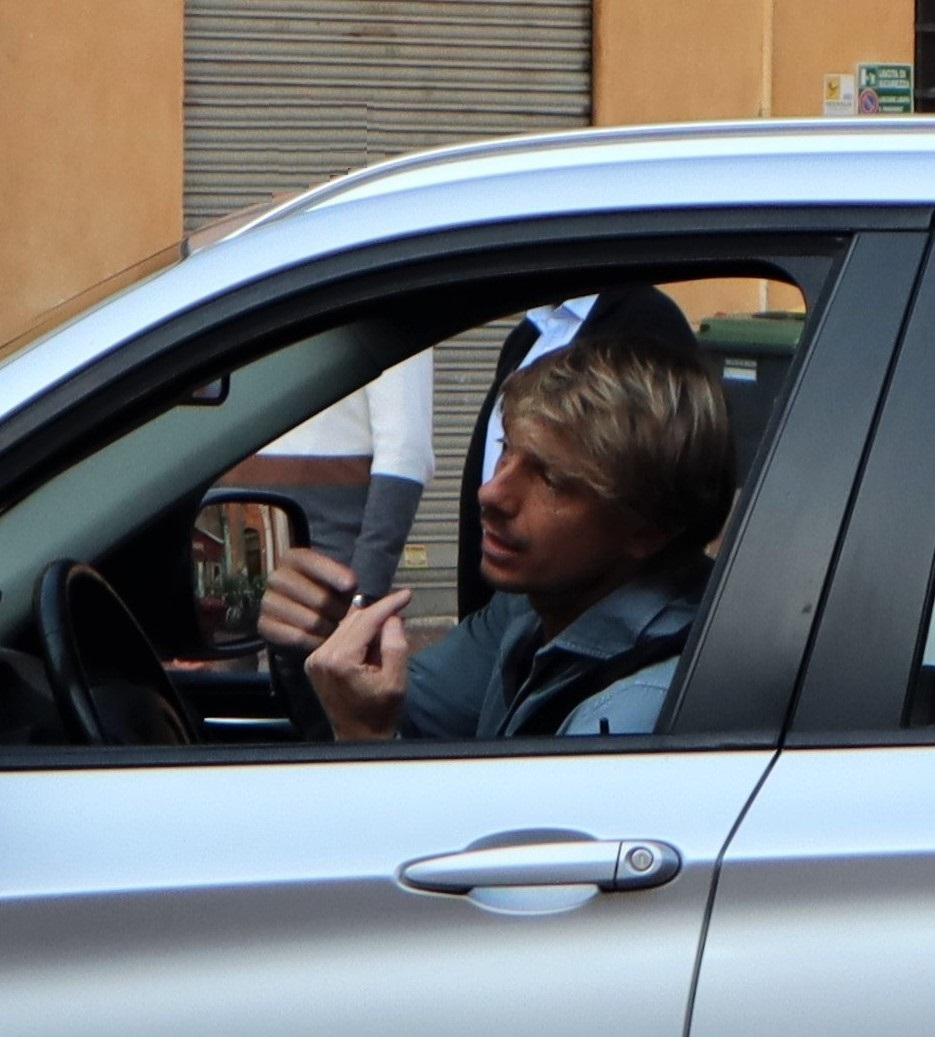
Giorgio Pasotti durante le riprese della fiction Lea - Un nuovo giorno in piazza del Municipio a Ferrara il 9 giugno 2021.

Appassionato di Wushu, nel 1987 ne approfondisce la conoscenza visitando la Cina una prima volta. Nel 1992 vi fa ritorno, risiedendovi per due anni. Qui è protagonista di due film: Treasure Hunt, in cui è un giovane americano che diventa un monaco del tempio di Shaolin e The Drunken Master III. Nel 1998 appare sugli schermi con i film italiani I piccoli maestri, tratto dal romanzo sulla Resistenza di Luigi Meneghello, ed Ecco fatto, opera prima di Gabriele Muccino, con Barbora Bobuľová. Approda poi in televisione, dove conduce il programma Cinematic su MTV Italia. Nel 2000 è tra gli interpreti de L'ultimo bacio, ancora di Muccino; debutta anche in teatro, come protagonista insieme a Stefania Rocca, con Le poligraphe di Robert Lepage. Lavora inoltre per spot e videoclip. La popolarità arriva infine con la serie televisiva Distretto di Polizia nella quale interpreta il ruolo dell'ispettore Paolo Libero. Nel 2005 partecipa alla miniserie Un anno a primavera.
Nel 2006 è protagonista insieme a Neri Marcorè nella miniserie E poi c'è Filippo. Ha partecipato alla realizzazione del video della canzone Io che amo solo te di Fiorella Mannoia nel 2008. Nel 2009 torna sul piccolo schermo con tre fiction televisive: Due mamme di troppo, regia di Antonello Grimaldi, La scelta di Laura e David Copperfield. Nel 2010 torna nelle sale con Baciami Ancora, seguito de L'ultimo bacio, regia di Gabriele Muccino. Nel 2011 prende parte al seguito di Due mamme di troppo, L'amore non basta (quasi mai...), sempre per la regia di Grimaldi. Nel 2012 interpreta Giuseppe Garibaldi nella miniserie Anita Garibaldi andata in onda su Rai 1. Nel 2013 interpreta Stefano nel film Premio Oscar La grande bellezza, con la regia di Paolo Sorrentino. È anche protagonista della pellicola Diario di un maniaco per bene.
Nel 2014 è tra i protagonisti di Sapore di te, regia di Carlo Vanzina. Sempre per Vanzina interpreta in Un matrimonio da favola, dove è un omosessuale che cerca di nascondere la propria sessualità agli amici. Inoltre il regista esordiente Francesco Prisco lo vuole nel suo film Nottetempo. In Mio papà, film diretto da Giulio Base che affronta il tema delle cosiddette "famiglie allargate", Pasotti è protagonista e, per la prima volta, figura tra gli autori del soggetto. Sul piccolo schermo invece interpreta Lino Zani, il maestro di sci di Papa Giovanni Paolo II, in Non avere paura - Un'amicizia con Papa Wojtyla, e un carabiniere che lotta contro i tedeschi durante la seconda guerra mondiale in A testa alta - I martiri di Fiesole. Dal settembre 2017 viene scelto, insieme a Nicole Grimaudo, come testimonial del Mulino Bianco Barilla, in sostituzione dell'attore Antonio Banderas. Nel novembre del 2020 viene scelto come nuovo direttore del Teatro Stabile d'Abruzzo.

## Vita privata
Ha avuto una relazione sentimentale con la cantante Elisa, conosciuta sul set del video di Luce (tramonti a nord est). Ha avuto una relazione con Giulia Michelini tra il 2008 e il 2009. È poi stato legato a Nicoletta Romanoff, relazione dalla quale ha avuto una figlia .
Dal 2017 è fidanzato con l'attrice e modella Claudia Tosoni, conosciuta durante lo spettacolo Sogno d'una notte di mezza estate.

## Filmografia

### Attore

#### Cinema
- L'anno del terrore (Year of the Gun), regia di John Frankenheimer (1991)
- Treasure Hunt, regia di Jeffrey Lau (1993)
- Two Shaolin Kids in Hong Kong, regia di Lau Kar Leung (1994)
- Dragon Fury II, regia di Bryan Michael Stoller (1995)
- I piccoli maestri, regia di Daniele Luchetti (1998)
- Ecco fatto, regia di Gabriele Muccino (1998)
- Come te nessuno mai, regia di Gabriele Muccino (1999)
- Voglio stare sotto al letto, regia di Bruno Colella (1999)
- L'ultimo bacio, regia di Gabriele Muccino (2000)
- Volevo solo dormirle addosso, regia di Eugenio Cappuccio (2004)
- Dopo mezzanotte, regia di Davide Ferrario (2004)
- Quale amore, regia di Maurizio Sciarra (2005)
- L'aria salata, regia di Alessandro Angelini (2005)
- Le rose del deserto, regia di Mario Monicelli (2006)
- Voce del verbo amore, regia di Andrea Manni (2007)
- Baciami ancora, regia di Gabriele Muccino (2010)
- Diario di un maniaco per bene, regia di Michele Picchi (2013)
- La grande bellezza, regia di Paolo Sorrentino (2013)
- Sapore di te, regia di Carlo Vanzina (2014)
- Nottetempo, regia di Francesco Prisco (2014)
- Un matrimonio da favola, regia di Carlo Vanzina (2014)
- Mio papà, regia di Giulio Base (2014)
- Io, Arlecchino, regia di Giorgio Pasotti e Matteo Bini (2015)
- Tulipani - Amore, onore e una bicicletta (Tulipani: Liefde, eer en een fiets), regia di Mike van Diem (2017)
- Nove lune e mezza, regia di Michela Andreozzi (2017)
- Lectura Ovidii, regia di Davide Cavuti (2019)
- Abbi fede, regia di Giorgio Pasotti (2020)
- Settimo grado, regia di Massimo Cappelli (2023)
- Io non ti lascio solo, regia di Fabrizio Cattani (2025)

#### Televisione
- Cinematic (1999)
- San Paolo – miniserie TV (2000)
- La voce del sangue – miniserie TV (2001)
- Soldati di pace, regia di Claudio Bonivento – film TV (2001)
- Il segreto di Thomas, regia di Giacomo Battiato – film TV (2002)
- Distretto di Polizia – serie TV, 46 episodi (2002-2003, guest 2010)
- Un anno a primavera, regia di Angelo Longoni – film TV (2005)
- E poi c'è Filippo – miniserie TV (2006)
- Due mamme di troppo, regia di Antonello Grimaldi – film TV (2009)
- David Copperfield – miniserie TV (2009)
- La scelta di Laura – serie TV (2009)
- L'amore non basta (quasi mai...) – miniserie TV (2010)
- Anita Garibaldi – miniserie TV (2012)
- Non avere paura - Un'amicizia con Papa Wojtyla, regia di Andrea Porporati (2013)[4]
- A testa alta - I martiri di Fiesole, regia di Maurizio Zaccaro – film TV (2014)
- Il mistero sottile – serie TV (2017)
- Il capitano Maria – miniserie TV (2018)
- I nostri figli, regia di Andrea Porporati – film TV (2018)
- La Compagnia del Cigno – serie TV (2019)
- Il silenzio dell'acqua – serie TV (2019-2020)
- Mina Settembre – serie TV (2021-in corso)
- Lea – serie TV (2022-in corso)
- Elf Me, regia de YouNuts! (2023)

### Regista
- Io, Arlecchino, co-regia con Matteo Bini (2015)
- Abbi fede (2020)

sceneggiatore
- Dentro un mondo nuovo, romanzo edito Mondadori (2010)
- Mio papà - soggetto e sceneggiatura (2014)
- Io, Arlecchino - soggetto (2014)
- Abbi fede - sceneggiatura (2020)
- Sotto a chi tocca - soggetto e sceneggiatura (2023)

## Teatro
- Poligraph, di Robert Lepage (2000)
- Il metodo, di Jordi Galceran (2016)
- Da Shakespeare a Pirandello, di Davide Cavuti (2016)
- Forza, il meglio è passato, di Davide Cavuti (2017)
- Sogno di una notte di mezza estate, di William Shakespeare, regia di Massimiliano Bruno (2017)
- L'ora di legalità, di Davide Cavuti (2017)
- Io, Shakespare a Pirandello, regia di Davide Cavuti e con Claudia Tosoni (2019)
- Hamlet, di William Shakespeare, regia di Francesco Tavassi con Giorgio Pasotti, Mariangela D'Abbraccio (dal 2020)
- Racconti disumani, di Franz Kafka, regia di Alessandro Gassmann (dal 2022)
- Otello, di William Shakespeare, regia di Giorgio Pasotti con Giorgio Pasotti, Giacomo Giorgio (2025)

## Videoclip
- Luce (tramonti a nord est), regia di Luca Guadagnino (2001)
- Io che amo solo te, regia di Luigi Cecinelli (2008)
- Ancora qui, regia di Alessandro D'Alatri (2009)

## Discografia
- Vitae, di Davide Cavuti interprete del testo Avevo un lavoro (2016)

## Riconoscimenti
- David di Donatello
  - 2005 – Candidatura al migliore attore protagonista per Dopo mezzanotte
- Nastro d'argento
  - 2005 – Candidatura al migliore attore protagonista per Dopo mezzanotte e Volevo solo dormirle addosso
  - 2007 – Candidatura al migliore attore protagonista per L'aria salata
  - 2014 – Candidatura al migliore attore non protagonista per Sapore di te, Nottetempo e Un matrimonio da favola
- Globo d'oro
  - 2007 – Candidatura al migliore attore per L'aria salata
- Premio Flaiano
  - 2004 – Miglior attore protagonista per Dopo mezzanotte
- FICE - Federazione Italiana Cinema d'Essai
  - 2004 – Miglior attore per Dopo mezzanotte e Volevo solo dormirle addosso